# Ambassade de France en Libye
L'ambassade de France en Libye est la représentation diplomatique de la République française auprès de l'État de Libye. Elle est située à Tripoli, la capitale du pays, et son ambassadeur est, depuis 2022, Mostafa Mihraje.

## Ambassade
L'ambassade est située à Tripoli, en Libye, rue Beni El Ahmar, au sein du quartier Hay Al-Andalus, un quartier cossu de la capitale. Elle accueille aussi le consulat général de France. La résidence de France est, elle, située au 61, rue de Turquie, dans le quartier Dahra. Elle est fermée depuis le 30 juillet 2014 ; ses services consulaires ont été relocalisés à Tunis, et la résidence de l'ambassadeur est située dans la villa La Marsa.

## Histoire
En 1996, Josette Dallant est la première ambassadrice française nommée dans la zone Afrique du Nord - Moyen-Orient.
Fermée et évacuée par le personnel diplomatique le 26 février 2011, après le déclenchement de la guerre civile, l'ambassade est à plusieurs reprises saccagée et pillée par les partisans de Kadhafi.
Le 29 août, une équipe d'une dizaine de membres du commandement des opérations spéciales envoyé spécifiquement pour cette mission prennent le contrôle de l'ambassade de France à Tripoli.
Le 23 avril 2013 à 7 h, l'ambassade est la cible d'un attentat à la voiture piégée qui provoque d'importants dégâts matériels et dans lequel deux gendarmes mobiles sont blessés.
L'ambassade a été fermée le 30 juillet 2014 et les fonctions ont été transférées à l'ambassade de France en Tunisie, en raison de la deuxième guerre civile libyenne. Les intérêts français ont été représentés par l'ambassade d'Italie à Tripoli, jusqu'en février 2015, date à laquelle cette dernière a aussi été fermée.
L'ambassade a été rouverte le lundi 29 mars 2021 .

## Ambassadeurs de France en Libye
| De   | À    | Ambassadeur |
| ---- | ---- | --- |
| 1952 | 1952 | Roger Chambard (consul général depuis 1947, il est nommé chargé d'affaires)                                       |
| 1952 | 1952 | Roger Garreau (envoyé extraordinaire et ministre plénipotentiaire)                                                |
| 1952 | 1958 | Jacques Dumarçay (envoyé extraordinaire et ministre plénipotentiaire, puis ambassadeur à compter du 13 mars 1957) |
| 1958 | 1960 | Pierre Falaize |
| 1960 | 1963 | Pierre Sebilleau                                                                                                  |
| 1963 | 1966 | Bernard Dufournier                                                                                                |
| 1966 | 1969 | Paul Fouchet |
| 1969 | 1975 | Guy Georgy |
| 1975 | 1979 | Jean-Pierre Cabouat                                                                                               |
| 1979 | 1982 | Charles Malo |
| 1982 | 1985 | Christian Graeff                                                                                                  |
| 1985 | 1989 | Michel Lévêque |
| 1989 | 1991 | Pierre Blouin |
| 1991 | 1996 | Jacques Rouquette                                                                                                 |
| 1996 | 2001 | Josette Dallant                                                                                                   |
| 2001 | 2004 | Jean-Jacques Beaussou                                                                                             |
| 2004 | 2007 | Jean-Luc Sibiude                                                                                                  |
| 2007 | 2011 | François Gouyette                                                                                                 |
| 2011 | 2016 | Antoine Sivan (tr)                                                                                                |
| 2016 | 2018 | Brigitte Curmi |
| 2018 | 2022 | Béatrice Le Frapper du Helen                                                                                      |
| 2022 | auj. | Mostafa Mihraje                                                                                                   |

## Relations diplomatiques
Le 26 février 2011, les activités de l'ambassade sont suspendues en raison de la dégradation des conditions de sécurité en Libye. La protection des intérêts français en Libye est confiée à l'ambassade de Russie à Tripoli, François Gouyette restant ambassadeur mais basé au quai d'Orsay. L'ambassade est rouverte le 29 août sous la conduite de l'adjoint d'Antoine Sivan, ce dernier ayant été nommé représentant de la France à Benghazi, auprès du Conseil national de transition, le 29 mars précédent. Il est nommé ambassadeur le 14 octobre suivant.

## Consulat

### Communauté française
Au 31 décembre 2016, 173 Français sont inscrits sur les registres consulaires en Libye.
| 2001 | 2002 | 2003 | 2004 |
| ---- | ---- | ---- | ---- |
| 301  | 316  | 411  | 435  |

| 2005 | 2006 | 2007 | 2008 |
| ---- | ---- | ---- | ---- |
| 503  | 484  | 470  | 602  |

| 2009 | 2010 | 2011 | 2012 |
| ---- | ---- | ---- | ---- |
| 742  | 742  | 407  | 256  |

| 2013 | 2014 | 2015 | 2016 |
| ---- | ---- | ---- | ---- |
| 293  | 258  | 191  | 173  |

| 2017 | 2018 | 2019 | 2020 |
| ---- | ---- | ---- | ---- |
| 124  | 63   | 70   | 63   |

| 2021 | - | - | - |
| ---- | - | - | - |
| 70   | - | - | - |

### Circonscriptions électorales
Depuis la loi du 22 juillet 2013 réformant la représentation des Français établis hors de France avec la mise en place de conseils consulaires au sein des missions diplomatiques, les ressortissants français d'une circonscription recouvrant la Libye et la Tunisie élisent pour six ans cinq conseillers consulaires. Ces derniers ont trois rôles : 
1. ils sont des élus de proximité pour les Français de l'étranger ;
2. ils appartiennent à l'une des quinze circonscriptions qui élisent en leur sein les membres de l'Assemblée des Français de l'étranger ;
3. ils intègrent le collège électoral qui élit les sénateurs représentant les Français établis hors de France. Afin de respecter la représentativité démographique, un délégué consulaire est élu pour compléter ce collège électoral.

Pour l'élection à l'Assemblée des Français de l'étranger, la Libye appartenait jusqu'en 2014 à la circonscription électorale de Tunis, comprenant aussi la Tunisie, et désignant trois sièges. La Libye appartient désormais à la circonscription électorale « Afrique du Nord » dont le chef-lieu est Casablanca et qui désigne sept de ses 40 conseillers consulaires pour siéger parmi les 90 membres de l'Assemblée des Français de l'étranger.
Pour l'élection des députés des Français de l’étranger, la Libye dépend de la 9e circonscription.